# Kleines Haus der Kunst

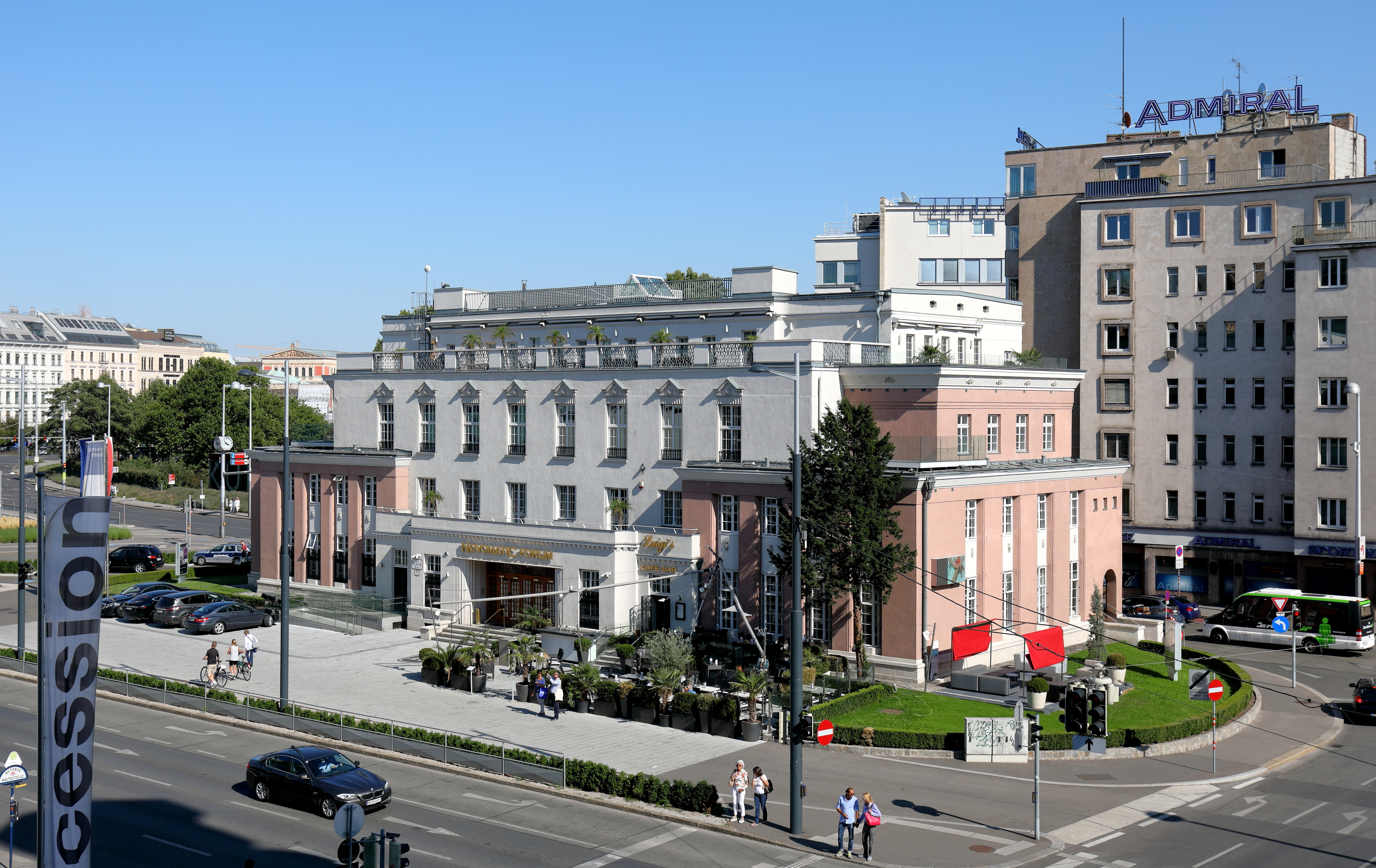

Das Kleine Haus der Kunst (KHK), vormals Novomatic Forum, ist ein Bauwerk in Wien im 1. Bezirk, Friedrichstraße 7. Das Gebäude war bis 2007 im Eigentum des Österreichischen Verkehrsbüros, eines großen internationalen Reisebüros.

## Geschichte
Erstmalig wechselte das Gebäude im Jahr 2007 den Eigentümer. Der Glücksspielkonzern Novomatic hatte die ehemalige Zentrale des Verkehrsbüros erworben, dem Branchendienst immo7 News zufolge um rund zehn Millionen Euro. Nach Renovierung und Umbau wurde das Gebäude als Veranstaltungs- und Bürohaus unter der Bezeichnung Novomatic Forum vermarktet.
Am 19. Februar 2021 berichtete wien.ORF.at, dass Novomatic das Gebäude um rund 25 Millionen Euro an die LNR Projektentwicklung um deren Geschäftsführer Lukas Neugebauer verkauft hatte. Dem Standard im Jänner 2023 war die Käuferin die LNR Projekt FS7 Immobilien GmbH, der Nettopreis sei 23 Millionen Euro gewesen. Damals sorgte nicht nur der unüblich hohe Kaufpreis für Aufregung, sondern auch der Umgang mit der Fassade des denkmalgeschützten Gebäudes: Diese wurde entgegen der Auflagen des Denkmalschutzes durchgehend weiß gefärbt, statt ursprünglich zweifarbig, mit rötlichen Seitentrakten. Im Mai 2021 wurde von der Dots Group des Gastronomen Martin Ho via Pacht ein Ganztagesspeiselokal eingerichtet. Zusätzlich wurden im Juni 2021 Pläne für ein „Kleines Haus der Kunst“ (KHK) finalisiert, das im Oktober 2021 den Betrieb aufnahm. Im Februar 2023 eskalierte zwischen Martin Ho und dem Hausherrn Neugebauer ein Streit um behauptet unbezahlten Mieten. Im Zuge dessen wurde der Eingang zum Dots-Lokal zugemauert. Beide Seiten deckten sich mit Klagen ein, der Mietvertrag mit Ho’ Dots-Gruppe wurde aufgelöst.
Im Herbst 2023 wurde neuerlich verkauft, die Z Leasing Nereide Immobilien Leasing, eine Tochtergesellschaft der Unicredit Leasing, erwarb die ehemalige Verkehrsbürozentrale um einen Nettopreis von 22,4 Millionen Euro. Der bisherige Eigentümer (vom Bundesdenkmalamt auf Wiederherstellung der denkmalgeschützten Fassade geklagt) ist nun Leasingnehmer der Immobilie.

## Gebäude
Das Gebäude im Stil des Art déco wurde von 1922 bis 1923 nach den Plänen der Otto-Wagner-Schüler Hermann Aichinger und Heinrich Schmid zwischen dem Karlsplatz und dem Naschmarkt alleinstehend auf einer Restparzelle errichtet. Es steht der Wiener Secession des Jugendstils gegenüber. Beide Architekten haben später auch das Bärenmühlenhaus auf der gegenüberliegenden Straßenseite geplant, das der klassischen Moderne zugezählt wird. Das unter Denkmalschutz stehende ehemalige Verkehrsbüro wurde von 2008 bis 2009 mit Architekt Adolf Straitz renoviert und behutsam von einem Bürohaus in ein Kulturhaus umgebaut. Auffallend neu war die Rampe für Rollstuhlfahrer.